# Laxotethya
Laxotethya is een geslacht van sponzen uit de klasse van de gewone sponzen (Demospongiae). 

## Soort
- Laxotethya dampierensis Sarà & Sarà, 2002